# Kevin Aladesanmi
Kevin Ademola Aladesanmi Sánchez (Jönköping, Suecia; 12 de noviembre de 1998) es un futbolista colombo-nigeriano, nacido en Suecia que juega como delantero en el FC Universitario de la Primera División de Bolivia. Su padre es el exfutbolista y actual entrenador nigeriano nacionalizado noruego Felix Ademola.

## Trayectoria

### Biografía
Sus padres Felix Ademola (futbolista nigeriano) y Sandra Sánchez (colombiana) se conocieron en Ibagué a medidos de la década de los 90 cuando su padre jugaba para el Deportes Tolima. Luego de su paso por el equipo 'pijao' su padre toma nuevamente rumbo a Europa junto con su madre, él nació en Suecia aunque se crio en Noruega. Luego de la separación de sus padres por primera vez llega a Colombia junto con su madre, deportivamente se hizo en la Academia Tolimense la misma en la que se formó James Rodríguez. Cuenta que no fue nada fácil su nueva vida pero en su camino se atraviesa el Udinese el cual compra sus derechos deportivos y lo cede al Olhanense de Portugal donde logra su debut profesional.
En el segundo semestre de 2017, Kevin Aladesanmi regresó a Colombia, esta vez para jugar con el Barranquilla FC, donde alternó actuaciones con el equipo profesional y el equipo sub-20. Con la división juvenil del Barranquilla, Aladesanmi anotó 17 goles en el Torneo Sub-20 de 2017, quedando subcampeón al perder la final con La Equidad.
En 2018 Aladesanmi fue uno de los jugadores juveniles que fueron llamados por Alexis Mendoza para hacer parte del primer equipo de Junior. Debutó de manera oficial el 3 de febrero entrando por James Sánchez en el partido frente a Atlético Bucaramanga en el que hizo la asistencia del gol de Luis Díaz con el que Junior ganó 1-0 en la primera fecha.

## Clubes
| Club                   | País      | Año               |
| ---------------------- | --------- | ----------------- |
| Olhanense              | Portugal  | 2017              |
| Barranquilla F. C.     | Colombia  | 2017              |
| Junior                 | Colombia  | 2018              |
| Itagüí Leones          | Colombia  | 2019              |
| Atlético Bucaramanga   | Colombia  | 2020              |
| Patriotas Boyacá       | Colombia  | 2021              |
| Fortaleza CEIF         | Colombia  | 2022              |
| Deportivo Pereira      | Colombia  | 2023              |
| Deportivo Táchira      | Venezuela | 2023              |
| Fortaleza CEIF         | Colombia  | 2024              |
| Universitario de Vinto | Bolivia   | 2025 - Actualidad |

## Palmarés

### Campeonatos nacionales
| Título              | Club   | País     | Año  |
| ------------------- | ------ | -------- | ---- |
| Torneo Finalización | Junior | Colombia | 2018 |